# Касимовка (Кемеровская область)
Касимовка — деревня в Промышленновском районе Кемеровской области. Входит в состав Вагановского сельского поселения.

## География
Центральная часть населённого пункта расположена на высоте 267 метров над уровнем моря.

## Население
По данным Всероссийской переписи населения 2010 года, в деревне Касимовка проживает 20 человек (8 мужчин, 12 женщины).